# 拉梅什基
拉梅什基（羅馬化：Rameshki）是俄罗斯特维尔州的市级镇，为该州拉梅什基区行政中心及规模最大聚居地，也是该区唯一的一座市级镇。地处特维尔州东部，位于州府特维尔北偏东方。附近城市除州府外有别热茨克和利霍斯拉夫尔。
16世纪首见于文献。1979年设市级镇，此前为村庄。该地2022年人口有4,023人；2010年人口4,318；2002年人口4,246；1989年人口4,390。